# Coenotephria catenaria
Coenotephria catenaria là một loài bướm đêm trong họ Geometridae.